# Stylidium clavatum
Stylidium clavatum är en tvåhjärtbladig växtart som först beskrevs av Sherwin Carlquist, och fick sitt nu gällande namn av Wege. Stylidium clavatum ingår i släktet Stylidium och familjen Stylidiaceae. Inga underarter finns listade i Catalogue of Life.